# 貝爾格勒宮

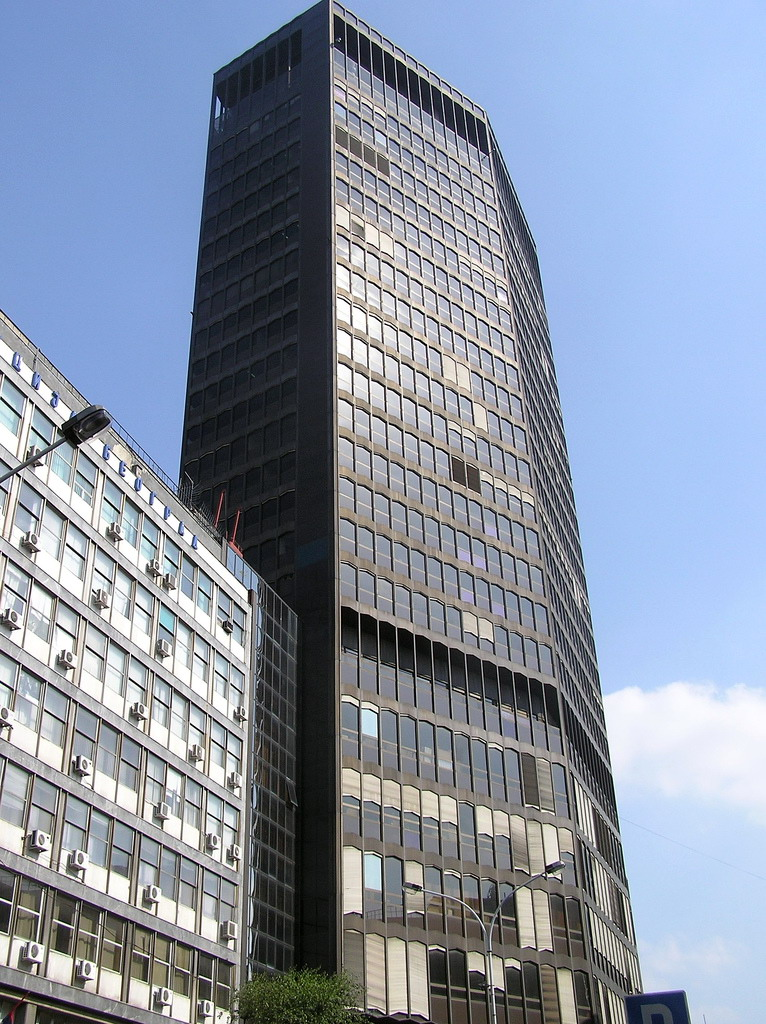

貝爾格勒宮（羅馬化：Beograđanka，羅馬化：Palata Beograd）是塞爾維亞貝爾格勒市中心的一座大樓，高101公尺。貝爾格勒宮由布蘭科佩西奇設計，開工於1969年，竣工於1974年。貝爾格勒宮位於貝爾格勒老城區的中心。貝爾格勒宮由貝爾格勒市政府所有和經營。

## 外部連結
- City of Belgrade （页面存档备份，存于）

44°48′26″N 20°27′48″E / 44.8073601733°N 20.4633826977°E